# Camí del Pi Sec
El Camí del Pi Sec és un camí dels termes municipals de Conca de Dalt, al Pallars Jussà, a l'antic terme d'Hortoneda de la Conca, a l'àmbit del poble d'Herba-savina, i de Baix Pallars, a l'antic terme de Baén, a l'àmbit del poble de Cuberes. Bona part del seu recorregut fa de termenal municipal i comarcal.
Arrenca de la Pista de Cuberes al nord-est de Coll Pan, travessa la llau de Coll Pan i de seguida arriba a Coll Pan, sempre seguint la direcció sud-oest. Un cop arriba a aquest lloc fa un ample revolt per emprendre la direcció sud-est. Passa al sud-est de la Boïga de Coll Pan, prop de la Font de Coll Pan, i es va enfilant per la carena de les Serra de les Cabanes del Manró fins a assolir el cim del Turó de Passavent. Poc després arriba al Coll de Passavent, moment en què comença a fer de termenal. Continua sempre cap al sud-est, resseguint la Serra de Cuberes.
Al cap d'una mica més passa pel costat nord-oriental de lo Pi Sec, del Cap del Solà de la Coma d'Orient i de les Emprius, fins que arriba a la Basseta, on troba la cruïlla amb el Camí de Taús i el Camí de la Basseta, on acaba el seu recorregut.